# Крістіан Шульц
Крістіан Шульц (нім. Christian Schulz; 29 квітня 1874, Шверін — 18 лютого 1957, Гамбург) — німецький військовий чиновник, керівний співробітник ОКМ, один з керівників німецького кораблебудування, міністерський диригент (19 травня 1934).

## Біографія
Закінчив Вище технічне училище, доктор технічних наук. 9 жовтня 1900 року вступив на службу в кораблебудівний відділ Імперських верфей у Вільгельмсгафені. З 1 січня 1907 року — співробітник торпедної інспекції в Вільгельмсхафені, одночасно з 10 липня 1908 по 8 жовтня 1910 року — інспектор кораблебудування на «Германіаверфт» (Кіль). З 27 липня 1913 року — інспектор кораблебудування на верфі «Вулкан» (Штеттін). 1 жовтня 1917 року переведений на посаду інспектора з будівництва міноносців на верфі Кіля. Після закінчення війни продовжував займати високі пости в сфері кораблебудування, майже 14 років (з 1 грудня 1919 по 30 вересня 1933)  був директором відділу кораблебудування військово-морських верфей у Вільгельмсгафені — головному центрі німецького кораблебудування. 1 жовтня 1933 року очолив спеціальний відділ, який займався будівництвом броненосців «Дойчланд» і «Адмірал Шеер». 20 січня 1934 року призначений виконувачем обов'язків начальника Відділу кораблебудування Морського керівництва (1 травня 1934 року затверджений). Очолював цю службу (спочатку відділ, потім управління і, нарешті, Головне управління кораблебудування) протягом всіх передвоєнних років. Очолював розробку нових модифікацій військових кораблів, їх замовлення та контроль за будівництвом. Зіграв значну роль в створенні крігсмаріне. 3 квітня 1939 року залишив пост і 30 квітня вийшов у відставку.

## Нагороди
- Залізний хрест 2-го класу для некомбатантів
- Почесний хрест ветерана війни
- Медаль «За вислугу років у Вермахті» 4-го, 3-го, 2-го і 1-го класу (25 років)